# 明徳 (段素英)
明徳（めいとく）は、大理国の段素英の時代に使用された可能性のある元号。年代不詳。